# Бойко Петро Адольфович
Петро Адольфович Бойко (нар. 21 червня 1957 році в м. Хмельницький) — український педагог, хореограф, художній керівник Народного ансамблю танцю «Барвінок», директор Вінницького міського Центру художньо-хореографічної освіти дітей та юнацтва «Барвінок», Народний артист України, Заслужений діяч мистецтв України, Відмінник народної освіти України.

## Біографія
Петро Адольфович Бойко народився 21 червня 1957 році в м. Хмельницький. У 1984 р. закінчив історичний факультет та факультет громадських професій за спеціальністю «хореографія» Вінницького державного педагогічного інституту.

## Творча діяльність
1974—1979 — педагог-хореограф Зразкового ансамблю танцю «Подолянчик» Хмельницького палацу піонерів (м. Хмельницький).
1983—1984 – керівник танцювальної групи фольклорного гурту «Дармограй»
1984 — керівник Народного ансамблю танцю «Барвінок» з 1984 року.
1984—1996 — художній керівник та головний балетмейстер Зразкового ансамблю танцю «Барвінок»
1987 — відтворив на сцені у хореографічних образах  Чорнобильську трагедію (Хореографічна композиція «Сонцю не гаснути»)
1993 — за ініціативою Бойка П. А. була створена фольклорна група ансамблю та присвоєно звання «Зразковий художній колектив».
1996 — директор та художній керівник Вінницького міського центру художньо-хореографічної освіти дітей та юнацтва «Барвінок», створеного на основі Зразкового ансамблю «Барвінок»
2002 — голова Вінницького обласного осередку Національної хореографічної спілки України
Бойко Петро Адольфович є ініціатором створення на базі ансамблю танцю «Барвінок» гуртка художньої ручної вишивки, який став Лауреатом Міжнародного фольклорного фестивалю. Нині студія художньої ручної вишивки «Барвінкові візерунки» носить почесне звання «Зразкового художнього колективу України».
Під керівництвом Бойка Петра Адольфовича ансамбль «Барвінок» переможець багатьох Всесоюзних, Всеукраїнських та Міжнародних конкурсів і фестивалів. «Барвінок» — лауреат  обласної премії ім. Трублаїні. В 1987 році ансамблю присвоєно почесне звання «Зразковий  художній колектив»,  в 1989-му — звання Лауреата Республіканської премії ім. М. Островського, а 2002 року ансамблю присвоєне  почесне звання «Народний художній колектив України».
За 29 років вихованці «Барвінка» відвідали у більш ніж 20 країнах світу. Бойко П. А. брав участь у фестивалях, гастролях та виступах: у Росії, Молдові, Білорусі, Польщі, Чехії, Німеччині, Великій Британії, Франції, Туреччині, Італії, Греції, Китаї, Сербії і Чорногорії, Іспанії та Японії.
Петро Адольфович — автор і постановник кількох десятків оригінальних танців, хореографічних  сценок, картин, фантазій та мініатюр. Серед них найбільш відомі «Ходить Гарбуз по городу», «Журавка», «Гандзя», «П´ятничанські верховоди», «Гопак»,  «Крапельки», «Тропотянка», «Передчуття весни», «Гопак-візерунок» та ін.
Автор лібрето, хореограф і постановник першого серед дитячих  хореографічних колективів одноактного балету «Пригоди Барвінка» створеного на основі української народної танцювальної лексики і за мотивами творів Б.Чалого, музика В. Олександрова.
Сьогодні в Центрі «Барвінок» створено умови для занять танцями, народним вокалом, музикою та художньою ручною вишивкою. За роки свого існування, Вінницький міський Центр «Барвінок» став осередком народної культури та центром виховання молодого покоління засобами українського національного мистецтва. 
На сьогодні в Центрі «Барвінок» навчається близько 1200 дітей віком від 5 до 17 років. 
На базі Центру «Барвінок» працюють: «Народні художні колективи», ансамбль танцю «Барвінок» та його фольклорна група, «Зразковий художній колектив», студія художньої вишивки «Барвінкові візерунки». 

## Нагороди
1988 — нагороджений нагрудним знаком МОН України «Відмінник освіти України»
1999 — нагороджено почесним званням «Заслужений діяч мистецтв України»
2001 — визнано переможцем міського конкурсу «Людина року — 2001 р. як найкращий освітянин міста Вінниці
2002 — голова Вінницького обласного осередку Національної хореографічної спілки України
2004 — нагороджено відзнакою Вінницького міського голови 
2009 — надано почесне звання «Народного артиста України»
2011 — кавалер міжнародного Ордену Посмішки, яким нагороджують видатних людей всього світу за їх вагомий вклад у виховання  дітей.
2015 — кавалер ордену «За заслуги» III ступеня